# Dorothy Donnelly
Dorothy Agnes Donnelly (Brooklyn, 28 gennaio 1876 – New York, 3 gennaio 1928) è stata un'attrice, drammaturga, librettista e regista statunitense.

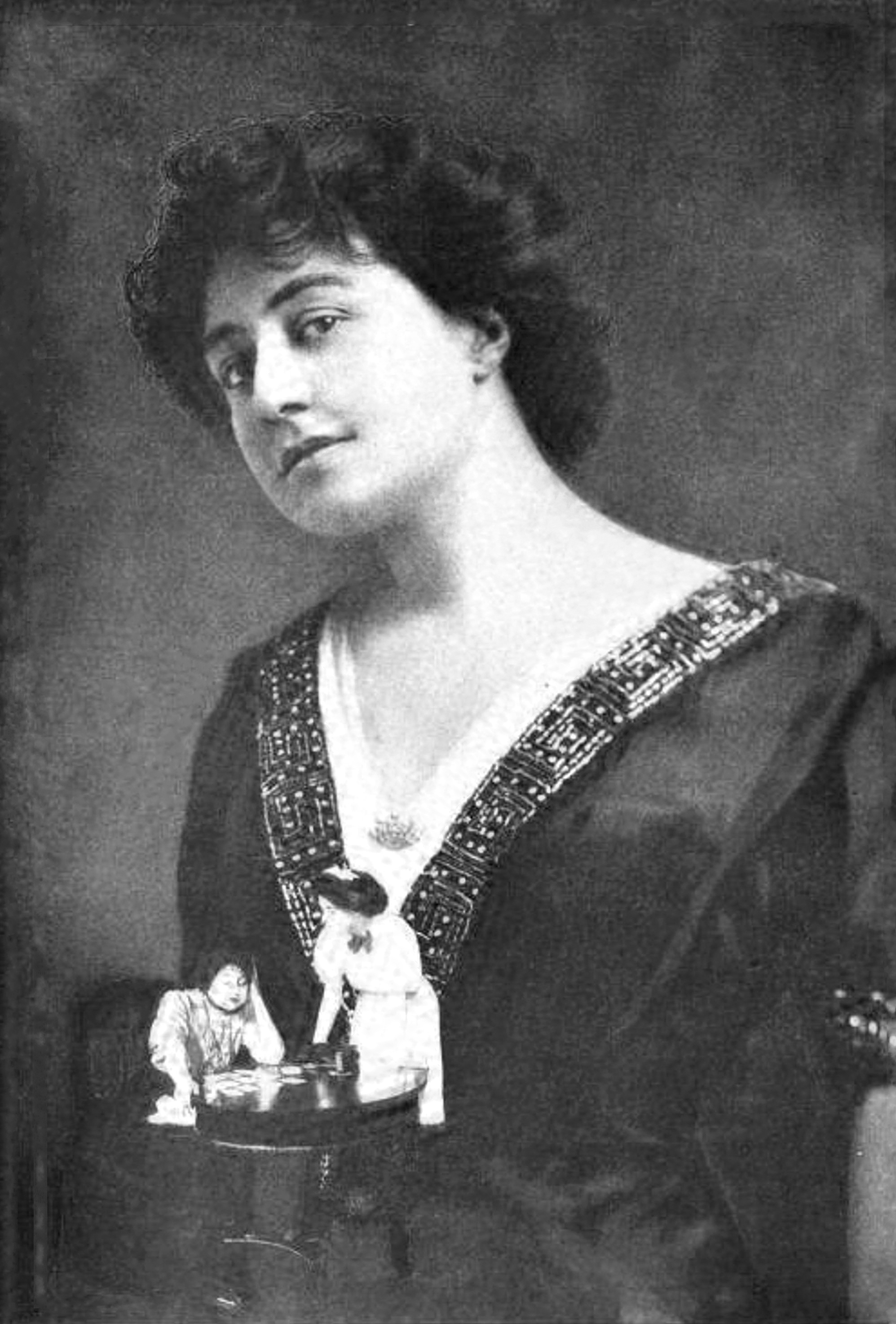
Dorothy Donnelly nel 1910

Dopo una carriera decennale da attrice, dove ha interpretato diversi ruoli importanti a Broadway, si è dedicata alla scrittura di opere teatrali, musicali e operette, inclusi diversi successi di lunga data. Il suo libretto più famoso fu The Student Prince (1924), scritto in collaborazione con il compositore Sigmund Romberg.

## Biografia
Donnelly nacque il 28 gennaio 1876 a Brooklyn, da Thomas Lester Donnelly (1832–1880), direttore della Grand Opera House a New York, e sua moglie Sarah Donnelly (nata Williams). Donnelly ha frequentato il Convento del Sacro Cuore a New York.
Ha iniziato a recitare a Broadway nel 1901, interpretando il ruolo principale in Candida. È famosa per aver preso parte all'opera teatrale Madame X sul palcoscenico di Broadway nel 1910 e successivamente all'omonimo film muto del 1916. Ha poi girato alcuni film muti come regista e sceneggiatrice.
Il suo primo grande successo a Broadway fu Blossom Time, un adattamento del 1921 di un'operetta tedesca riguardante la vita romantica del compositore Franz Schubert, in cui venne utilizzata e riadattata la sua musica. Lo spettacolo  andò in scena per 516 volte e fu riproposto cinque volte nei successivi 22 anni. Ha poi scritto e diretto il musical Poppy (1923), il quale ebbe molto successo e fu adattato per un film, dando slancio alla carriera di W. C. Fields. Il suo libretto più famoso fu per The Student Prince (1924), accompagnato dalle musiche di Sigmund Romberg. Il suo ultimo successo a Broadway fu My Maryland nel 1927. Era anche un'amica intima del drammaturgo Edward Sheldon; quando lui fu costretto a letto, contribuì alla trascrizione, alla redazione e al supporto della sua opera.

### Morte
Donnelly morì il 4 gennaio 1928 nel suo appartamento al 111 East 34th Street nel quartiere di Murray Hill a Midtown Manhattan – lo stesso giorno morì anche Emily Stevens. Morì a causa della polmonite e della nefrite. Fu sepolta il 7 gennaio 1928 al Gate of Heaven Cemetery di Hawthorne. Donnelly non si è mai sposata.

## Opere principali
- Flora Bella (operetta), adattamento del libro (Broadway 1916)
- Johnny, Get Your Gun (opera teatrale), revisione della sceneggiatura (Broadway 1917)
- Six Months' Option (opera teatrale), produttrice (Broadway 1917)
- Fancy Free (musical), libro (Broadway 1918)
- The Riddle: Woman (commedia; Broadway 1918)
- Proibito (commedia; Broadway 1919)
- Blossom Time (operetta), libretto inglese adattato (revival a Broadway del 1921; 1924, 1926, 1931, 1938 e 1943)
- Poppy (musical), libro, testi e regia (Broadway 1923)
- The Student Prince (operetta), libretto (revival a Broadway del 1924; 1931 e 1943)
- Hello, Lola (musical), libri e testi (Broadway 1926)
- My Maryland (musical), libro e testi (Broadway 1927)

## Ruoli teatrali
- Nell Gwyn in Nell Gwyn (1901, commedia di Broadway)
- Madam Alvarez in Soldiers of Fortune (1902, commedia di Broadway)
- Candida in Candida (commedia di Broadway del 1903; revival del 1915)
- La signora in The Man of Destiny (commedia di Broadway del 1904)
- Sig.ra. Maia Rubek in When We Dead Awake (commedia di Broadway del 1905)
- Ruth Jordan in The Little Grey Lady (commedia di Broadway del 1906)
- Louise Stolbeck in The Daughters of Men (commedia di Broadway del 1906)
- Marion Manners in The Movers (commedia di Broadway del 1907)
- Jacqueline in Madame X (commedia di Broadway del 1910)
- Janet Van Roof in The Right to Be Happy (commedia di Broadway del 1912)

## Filmografia
- Il ladro (1914)
- Sealed Valley (1915)
- Madame X (1916)

## Famiglia
Dorothy Donnelly era la sorella del senatore e giudice di New York Thomas F. Donnelly (1863–1924).
Era anche la nipote di Fred Williams (nato Frederick James Williams; 1829–1900), che era stato direttore di scena del Daly's Theatre e del Lyceum Theatre di Park Avenue e preside della facoltà dell'Accademia americana di arti drammatiche.  Anche il figlio di Fred Williams, Fritz Williams (1865–1930), era un attore.

## Influenza culturale
Nel 1999 Lorraine McLean le ha dedicato il libro Dorothy Donnelly: A Life in the Theatre.